# Apocephalus coquilletti
Apocephalus coquilletti är en tvåvingeart som beskrevs av Malloch 1912. Apocephalus coquilletti ingår i släktet Apocephalus och familjen puckelflugor. Inga underarter finns listade i Catalogue of Life.